# Tetrabenazina
La tetrabenazina es un inhibidor reversible de transportadores de monoaminas vesiculares. Actúa reduciendo la absorción de monoaminas, como la dopamina, en las vesículas sinápticas que causan el agotamiento de las reservas de monoaminas.

## Uso
La tetrabenazina está aprobada para el tratamiento de la corea (movimientos involuntarios anormales) asociados con la enfermedad de Huntington. Así mismo se ha probado en la corea hereditaria benigna, un raro trastorno autosómico dominante caracterizado por iniciar en la infancia y que tiende a mejorar en la edad adulta. Los efectos secundarios extrapiramidales son mucho menos comunes con la tetrabenazina que con los neurolépticos típicos.

## Efectos adversos
El fármaco, puede amplificar el riesgo de depresión y pensamientos suicidas y el comportamiento ya visto en pacientes con la enfermedad de Huntington. Otros efectos secundarios comunes de la tetrabenazina incluyen somnolencia, insomnio y acatisia.

## Otros usos
La tetrabenazina también se ha evaluado clínicamente en el tratamiento de otros trastornos hipercinéticos, incluido el síndrome de Gilles de la Tourette (o simplemente, síndrome de Tourette).
Se ha visto que la tetrabenazina mejora las estereotipias y tics en pacientes con demencia. Del mismo modo, la tetrabenazina puede considerarse como un agente alternativo para el tratamiento de los trastornos por distonía y discinesia tardía. El fármaco posee un perfil de tolerabilidad aceptable y se ha utilizado en poblaciones pediátricas y adultas.
También se usó en psicofarmacología experimental como un reductor de aminas, lo que permitió investigar el papel de las aminas endógenas en las respuestas a otros fármacos. En esta aplicación, ha caído en desuso debido a la naturaleza inespecífica de los agotamientos que produce.

## Uso en embarazo y lactancia
Embarazo
La experiencia ha sido muy limitada en el embarazo de hembras humanas, lo que ha impidido una evaluación del riesgo embriofetal. Sin embargo, la tetrabenazina causó mortinatos y mortalidad de cachorros en una especie animal. Además, el fármaco se distribuye rápidamente en el cerebro y reduce de forma reversible las monoaminas, como la dopamina, la serotonina, la norepinefrina y la histamina, por esta razón, es mejor evitar su consumo durante el embarazo.
Lactancia
No se han localizado reportes que describan el uso de tetrabenazina durante la lactancia. El peso molecular del compuesto original (aproximadamente 317), la unión a proteínas plasmáticas y las semividas de los dos metabolitos (α-HTBZ y β-HTBZ) sugieren que al menos los metabolitos se excretarán en la leche materna. El efecto de esta exposición en un lactante es desconocido. Sin embargo, los efectos adversos comunes observados en adultos, como la sedación, la somnolencia, el insomnio, la depresión, la acatisia y otras toxicidades, son complicaciones potenciales.